# Svend Povlsen
För andra betydelser, se Göingehövdingen (olika betydelser).
Svend Povlsen, Svend Gjönge Povlsen eller Svend Poulsen, även kallad Göingehövdingen, var en känd snapphane och friskyttekapten. Född ca 1602 (enligt vissa uppgifter 1610), död ca 1679 (enligt vissa uppgifter 1681). Han föddes antingen i Halland eller i Göinge härad i Skåne. Han deltog 1644 i Horns krig där han först tjänstgjorde som sergeant i ett kompani från Göinge som opererade på Hallandsåsen. Senare avancerade han till fänrik vid ett dragonkompani. 1653 blev han korpral vid ett skånskt fotfolkskompani och 1657 befordrades han till sergeant, senare fänrik. I juni samma år skrev han under ett dokument som visar att han uppnått kaptens rang och förde befäl över en dragonskvadron. De stred mot svenskarna vid gränsen mot Halland och särskilt vid striderna vid Genevad bro och Kattarp visade han mod.
Efter kriget bosatte sig Svend Povlsen i Laholm där han gifte sig med änkan till löjtnanten Lauritz Christensen. Efter att ha gjort konkurs i Laholm flyttade han till Knäred. 1657 tog han värvning hos danskarna och kom överens med Holger Vind på Kronborgs slott om att ställa upp ett friskyttekompani på 100 man huvudsakligen värvade från södra Halland. 
På Själland 1658 fick han till uppdrag att resa sydsjälländarna mot den svenska ockupationen. I början av det skånska kriget var Svend kapten på Stevns, och samma år erbjöd han sig att värva ett kompani dragoner i Skåne och tilldelades då majors grad. Men han insjuknade, och värvningen rann ut i sanden. 1661 skänkte den danske kungen honom Lundbygård vid Vordingborg. Han var ingen bonde och 1673 fick han gå ifrån hus och hem och fick istället en liten pension av kungen. 
Under skånska kriget anmälde han sig trots hög ålder till tjänst och värvade tre dragonkompanier. Den svenske hovpredikanten Hakvin Spegel omnämnde honom i september det året som en gammal "härjesman" som vistades i Knäred. I november 1676 omnämns han som sjuk. Sedan nämns han inte mer under skånska kriget. 
Poulsen levde fortfarande 1679, men var nämnd som salig (alltså avliden) 1691.